# 애스턴 빌라 FC
애스턴 빌라 FC(Aston Villa Football Club)는 버밍엄 애스턴을 연고지로 하는 잉글랜드의 프로 축구 클럽이다. 이 팀은 1874년에 창단되었다.
애스턴 빌라는 1888년 풋볼 리그의 창립 멤버 중 하나였다. 그리고 이후로 15-16시즌까지 한 번도 강등된 적이 없었다가 16-17시즌에 챔피언십으로 강등되었다.
17-18 시즌 준수한 성적으로 챔피언십에서 4위를 기록하여 플레이오프에 진출했으나 승격 전쟁에서 풀럼FC에 0-1로 패배하여 프리미어리그로의 복귀가 좌절되었다. 18-19 시즌 플레이오프 최종전에서 더비 카운티 FC를 2-1로 승리하며 프리미어리그로 승격에 성공한다.
애스턴 빌라는 잉글랜드에서 1부리그 7회 우승, FA 컵 7회우승을 경험한 클럽이다. 애스턴 빌라는 잉글랜드에서 4번째로 많은 메이저 대회 우승경험이 있는 클럽이다. 애스턴 빌라는 버밍엄 시티에 굉장한 적개심을 가지고 있는데, 이 두팀의 경기는 세컨 시티 더비로 불리며, 1879년부터 시작되었다.
클럽의 전통적인 유니폼은 소매색이 하늘색인 암적색9의 셔츠와 흰색 반바지, 하늘색 양말이다. 클럽의 전통적인 문양은 뒷발로 일어선 황금색 사자와 연청색의 바탕으로 구성되어 있고, 사자 문양 아래에는 2007년부터 클럽의 모토인 'Prepared(준비 된)'가 새겨져 있다.

## 선수단

### 현재 선수 명단
참고: FIFA 자격 규정에 따라 소속된 국가대표팀 국기를 표시합니다. 선수는 복수의 FIFA 비회원국 국적을 가지고 있을 수 있습니다.
| 번호 | 포지션 | 국적       | 이름                     |
| ---- | ------ | ---------- | ------------------------ |
| 2    | DF     |            | 매티 캐시                |
| 3    | DF     |            | 지에구 카를루스 (부주장) |
| 4    | DF     | 잉글랜드   | 에즈리 콘사              |
| 5    | DF     | 잉글랜드   | 타이론 밍스              |
| 6    | MF     | 잉글랜드   | 로스 바클리              |
| 7    | MF     | 스코틀랜드 | 존 맥긴 (주장)           |
| 8    | MF     |            | 유리 틸레만스            |
| 9    | FW     | 콜롬비아   | 존 듀란                  |
| 10   | MF     |            | 에밀리아노 부엔디아      |
| 11   | FW     | 잉글랜드   | 올리 왓킨스              |
| 12   | DF     |            | 뤼카 디뉴                |
| 14   | DF     |            | 파우 토레스              |
| 18   | GK     |            | 조 가우치                |

| 번호 | 포지션 | 국적     | 이름                           |
| ---- | ------ | -------- | ------------------------------ |
| 19   | FW     | 잉글랜드 | 제이든 필로진                  |
| 20   | DF     | 세르비아 | 코스타 네델리코비치            |
| 22   | DF     |          | 이안 마트센                    |
| 23   | GK     |          | 에밀리아노 마르티네즈 (부주장) |
| 24   | MF     |          | 아마두 오나나                  |
| 25   | GK     |          | 로빈 올센                      |
| 26   | MF     |          | 라마어 보하르더                |
| 27   | FW     | 잉글랜드 | 모건 로저스                    |
| 30   | DF     | 잉글랜드 | 코트니 하우스                  |
| 31   | FW     | 자메이카 | 레온 베일리                    |
| 41   | MF     | 잉글랜드 | 제이콥 램지                    |
| 44   | MF     |          | 부바카르 카마라                |

### 임대 선수 명단
참고: FIFA 자격 규정에 따라 소속된 국가대표팀 국기를 표시합니다. 선수는 복수의 FIFA 비회원국 국적을 가지고 있을 수 있습니다.
| 번호 | 포지션 | 국적     | 이름                                          |
| ---- | ------ | -------- | --------------------------------------------- |
| —    | GK     | 잉글랜드 | 필립 마샬 (크루 알렉산드라로 임대)            |
| —    | GK     | 잉글랜드 | 제임스 라이트 (레알 우니온으로 임대)          |
| —    | DF     |          | 레안더르 덴동커르 (안데를레흐트로 임대)       |
| —    | DF     | 잉글랜드 | 핀리 먼로 (레알 우니온으로 임대)              |
| —    | DF     |          | 알렉스 모레노 (노팅엄 포리스트로 임대)        |
| —    | DF     | 잉글랜드 | 케인 케슬러헤이든 (프레스턴 노스 엔드로 임대) |
| —    | DF     | 잉글랜드 | 조시 피니 (슈루즈베리 타운으로 임대)          |

| 번호 | 포지션 | 국적     | 이름                                         |
| ---- | ------ | -------- | -------------------------------------------- |
| —    | DF     | 잉글랜드 | 리누 소자 (브리스틀 로버스로 임대)           |
| —    | MF     |          | 엔소 바레네체아 (발렌시아로 임대)            |
| —    | MF     |          | 필리피 코치뉴 (바스쿠 다 가마로 임대)        |
| —    | MF     | 잉글랜드 | 토미 오라일리 (슈루즈베리 타운으로 임대)     |
| —    | FW     | 잉글랜드 | 사무엘 일링주니어 (볼로냐로 임대)            |
| —    | FW     | 잉글랜드 | 루이스 도빈 (웨스트브로미치 앨비언으로 임대) |
| —    | FW     | 잉글랜드 | 루이 베리 (스톡포트 카운티로 임대)           |

### 올해의 선수
| 시즌 | 이름                  | 국적       | 포지션 |
| ---- | --------------------- | ---------- | ------ |
| 2007 | 개러스 배리           | 잉글랜드   | MF     |
| 2008 | 마르틴 라우르센       | 덴마크     | DF     |
| 2009 | 스틸리얀 페트로프     | 불가리아   | MF     |
| 2010 | 제임스 밀너           | 잉글랜드   | MF     |
| 2011 | 스튜어트 다우닝       | 잉글랜드   | MF     |
| 2012 | 스티븐 아일랜드       | 아일랜드   | MF     |
| 2013 | 브래드 구잔           | 미국       | GK     |
| 2014 | 페이비언 델프         | 잉글랜드   | MF     |
| 2015 | 페이비언 델프         | 잉글랜드   | MF     |
| 2016 | 없음                  |            |        |
| 2017 | 없음                  |            |        |
| 2018 | 제임스 체스터         | 잉글랜드   | DF     |
| 2019 | 존 맥긴               | 스코틀랜드 | MF     |
| 2020 | 잭 그릴리시           | 잉글랜드   | MF     |
| 2021 | 에밀리아노 마르티네스 | 아르헨티나 | GK     |
| 2022 | 매티 캐시             | 폴란드     | DF     |
| 2023 | 도글라스 루이스       | 브라질     | MF     |
| 2024 | 올리 왓킨스           | 잉글랜드   | FW     |

## 역대 감독
| 감독               | 임기        |
| ------------------ | ----------- |
| 로베르토 디 마테오 | 2016        |
| 딘 스미스          | 2018 ~ 2021 |

## 역대 우승 기록

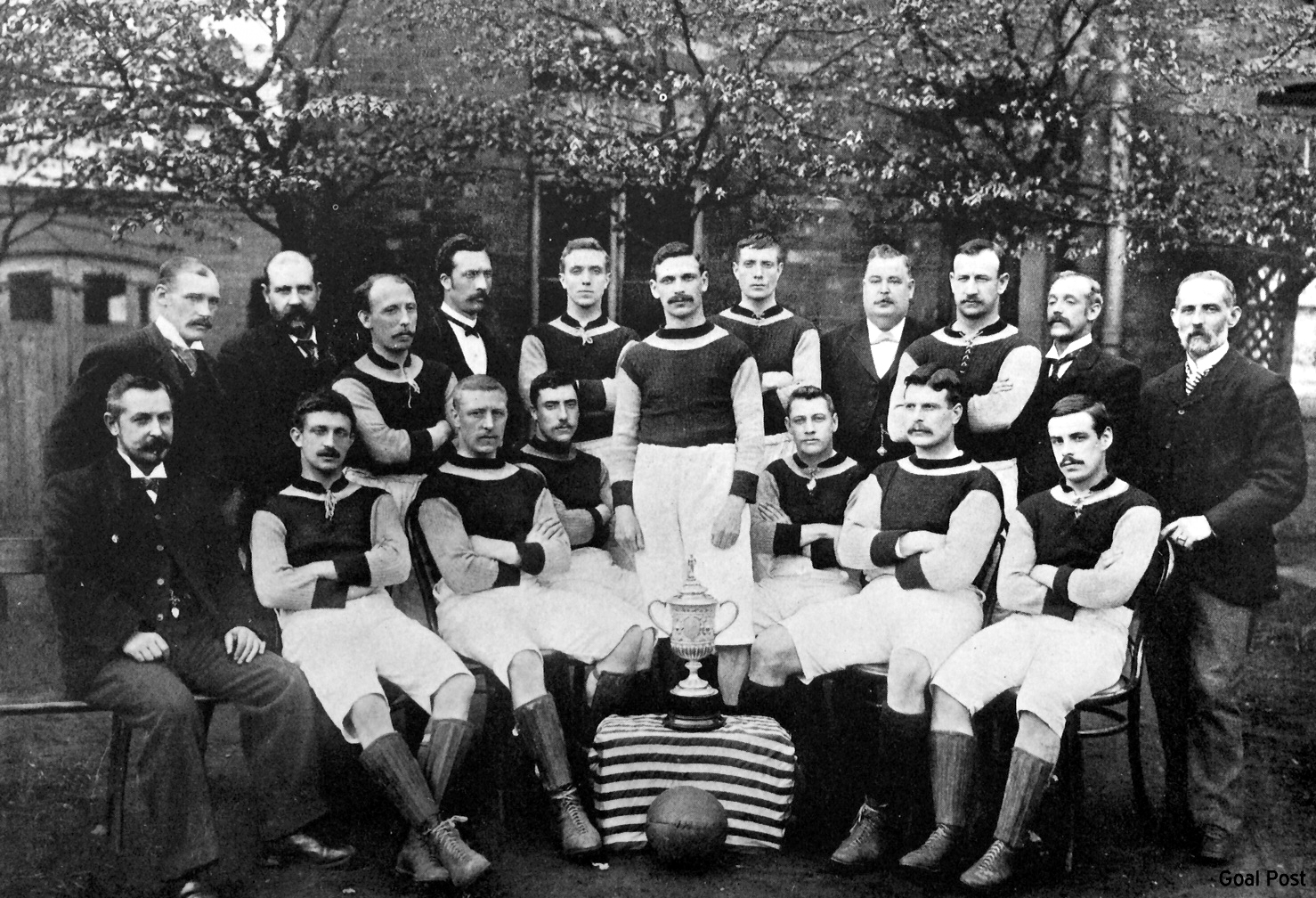
1895년 FA컵 우승 당시 사진

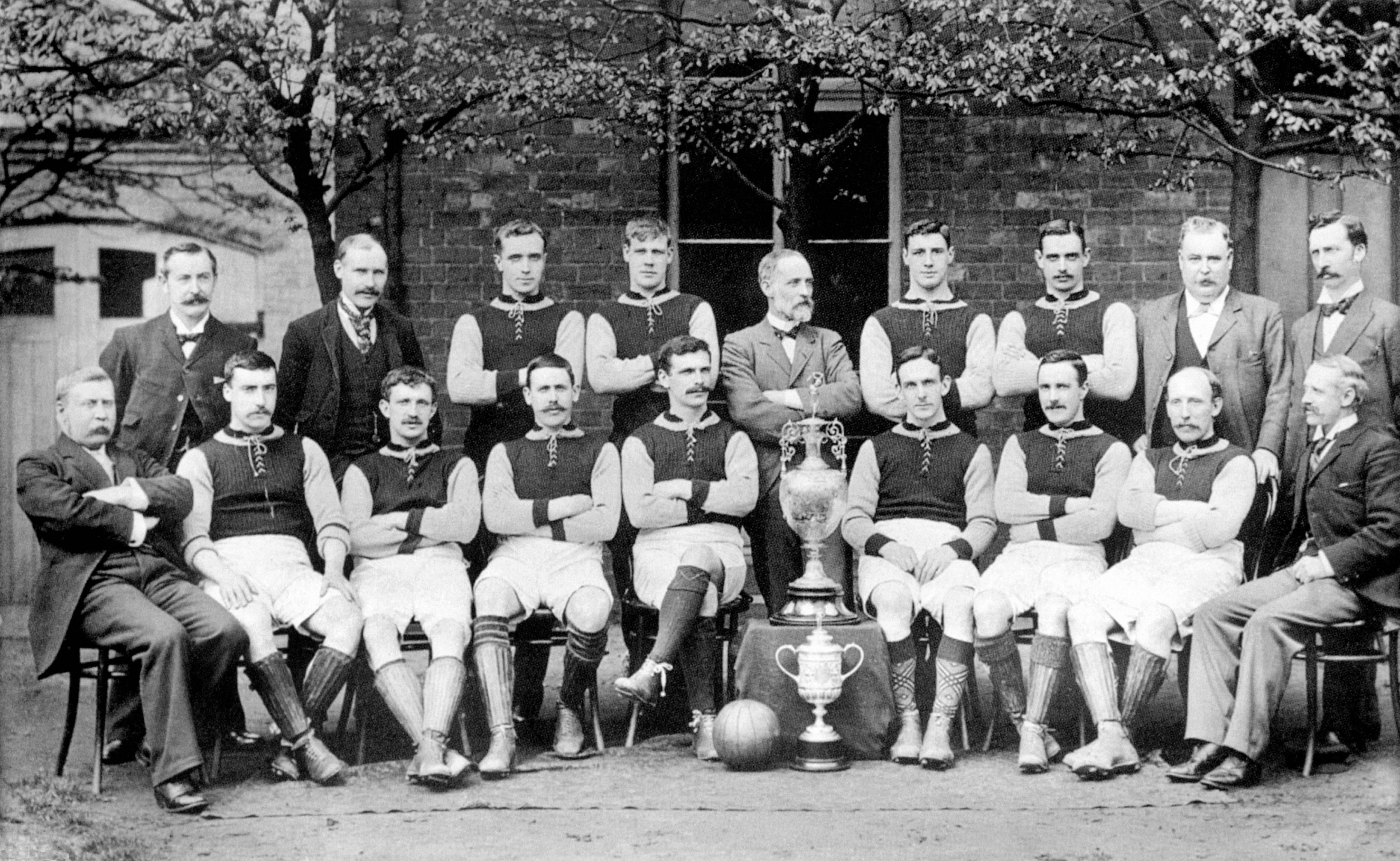
풋볼 리그 1부와 FA컵 우승을 차지한 1896-97 시즌 애스턴 빌라

애스턴 빌라는 유럽 대회와 리그에서 우승 경험이 있다. 팀의 최근 주요 대회 우승은 1996년 풋볼 리그 컵 우승이다.

### 자국
리그
- 풋볼 리그 1부 (현 프리미어리그)

우승 (7): 1893–94, 1895–96, 1896–97, 1898–99, 1899–1900, 1909–10, 1980–81
- 풋볼 리그 2부 (현 챔피언십리그)

우승 (2): 1937–38, 1959–60
- 풋볼 리그 3부 (현 풋볼 리그 1)

우승 (1): 1971–72
컵
- FA컵

우승 (7): 1887, 1895, 1897, 1905, 1913, 1920, 1957
- 풋볼 리그 컵

우승 (5): 1961, 1975, 1977, 1994, 1996
- FA 커뮤니티 실드

우승 (1): 1981 (공동)

### 유럽
- 유러피언컵

우승 (1): 1981-82
- 유러피언 슈퍼컵

우승 (1): 1982
- UEFA 인터토토컵

우승 (2): 2001, 2008